# Teofil Kwiatkowski

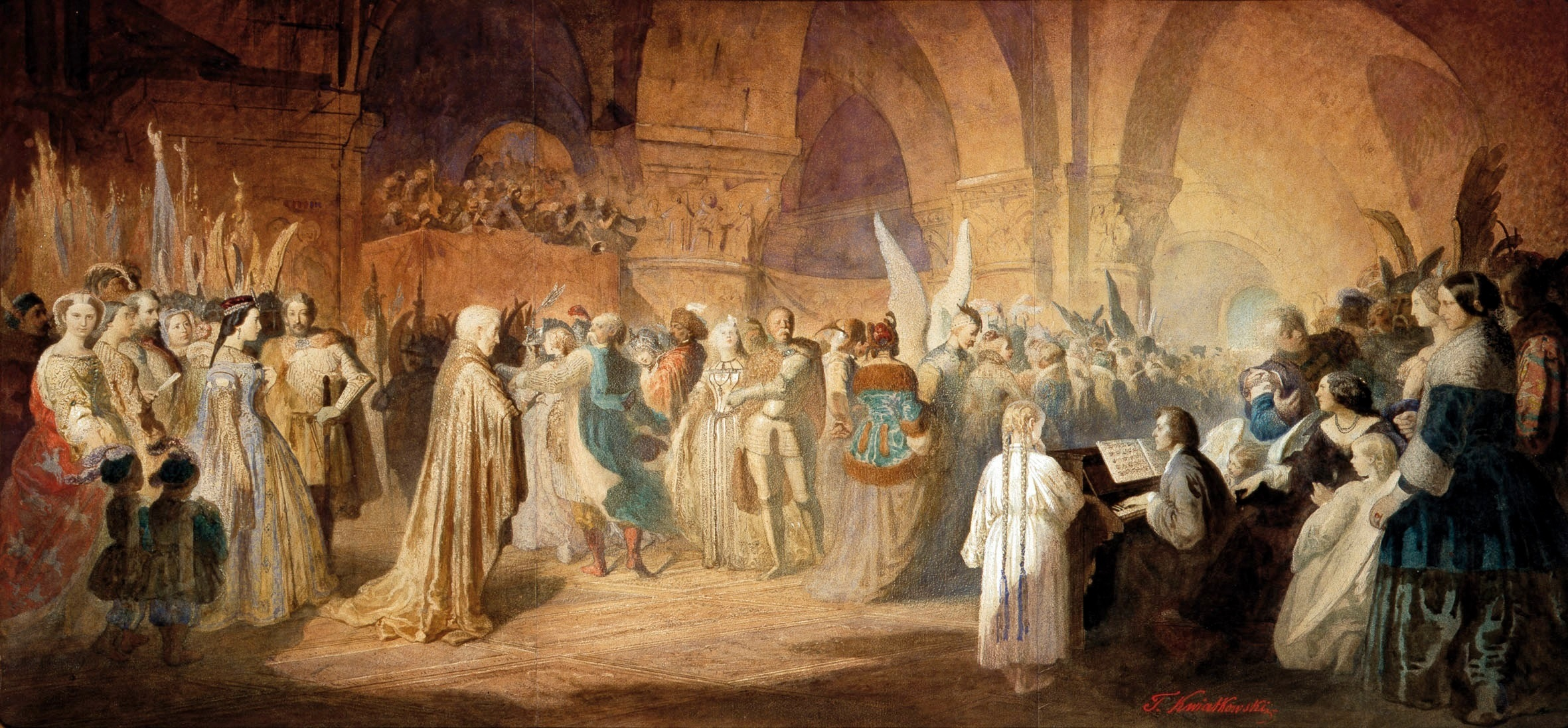
Polonez Chopina - Bal w Hôtel Lambert w Paryżu, obraz z 1859

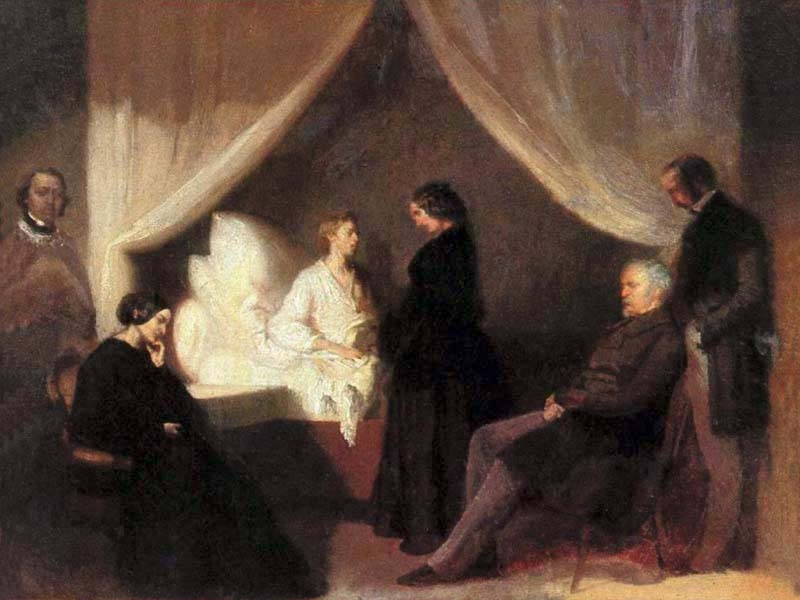
Ostatnie chwile Fryderyka Chopina, 1849. Chopin w otoczeniu (od lewej) Aleksandra Jełowickiego, siostry Szopena Ludwiki, Marceliny Czartoryskiej, Wojciecha Grzymały, Kwiatkowskiego.

Teofil Antoni Jaxa Kwiatkowski (ur. 21 lutego 1809 w Pułtusku, zm. 14 sierpnia 1891 w Avallon) – malarz polski okresu romantyzmu.

## Twórczość
W latach 1825–1830 uczył się u Antoniego Brodowskiego i Antoniego Blanka w Warszawie. Uczestnik powstania listopadowego jako podporucznik 4. pułku piechoty liniowej, po jego upadku na emigracji we Francji. Przebywał w zakładzie dla polskich uchodźców wojennych w Awinionie od 1832 roku. Z tym krajem związał się do końca swojego życia. Początkowo mieszkał w Awinionie, następnie przeniósł się do Paryża, gdzie kontynuował studia malarskie u Léona Cognieta.
Ary Scheffer, Ingres, Couture i Delacroix wywarli znaczny wpływ na jego twórczość. Był w przyjaźni z Mickiewiczem i Chopinem, którego uwielbiał i rysował ilustracje fantastyczne do jego utworów muzycznych. Malował liczne portrety pastelowe i akwarelowe, a także miniatury. Wśród jego dzieł dominują pejzaże (malowane w czasie licznych podróży po Francji, m.in. Normandia, Prowansja i Burgundia), portrety oraz sceny alegoryczne i rodzajowe. Obrazy tego malarza wykazują wielką wrażliwość kolorystyczną.

## Główne dzieła
- Rozbitkowie (1846)
- Polonez Chopina – Bal w Hotel Lambert w Paryżu (1849–1860 (wiele wersji); akwarela i gwasz na papierze, Muzeum Narodowe, Poznań)
- Ostatnie chwile Fryderyka Chopina (1850)
- Chopin przy fortepianie (ok. 1847)
- Zabawa chłopów polskich (1861)
- Pejzaż Doliny Cousin koło Avallon (po 1871; Muzeum Narodowe, Warszawa)
- portrety: Portret Lenartowicza (Kraków, Muzeum Narodowe), Portret A. Czartoryskiego kopia obrazu Delaroche’a (Poznań), „Portret Chopina” (Kraków, Muzeum Czartoryskich) oraz w dawnych zbiorach rapperswylskich 4 portrety Chopina i 60 portretów emigrantów polskich we Francji.